# 大阪市立大隅西小学校
大阪市立大隅西小学校（おおさかしりつ おおすみにししょうがっこう）は、大阪府大阪市東淀川区にある公立小学校。

## 概要
学校敷地は大阪市立大隅小学校（現・大阪市立大隅東小学校）の旧敷地を転用している。大隅小学校は1973年に現大隅東小学校敷地に移転したが、その後児童数増加のために1977年に旧敷地を大隅小学校分校として再開した。
その後1980年に大隅小学校が2校に分離し、旧分校は大阪市立大隅西小学校として独立開校した。同時に旧本校は大阪市立大隅東小学校と改称している。
同一校が2校に分離した歴史から、校歌は大隅西・大隅東の2校で同一のものを用いている。

## 沿革
- 1977年 - 現在地に大阪市立大隅小学校分校を設置。
- 1980年4月1日 - 大阪市立大隅西小学校として独立開校。1-4年生のみで開校。
- 1981年10月23日 - 講堂、プール完成。
- 1996年2月28日 - パソコン教室完成。

## 通学区域
- 大阪市東淀川区 大隅、瑞光2丁目の一部、瑞光3丁目、瑞光4丁目の大半、小松4丁目の一部、小松5丁目の大半。

卒業生は大阪市立瑞光中学校に進学する。

## 交通
- 地下鉄今里筋線 瑞光四丁目駅下車、南へ約200m（徒歩約4分）。
- 大阪シティバス 瑞光4丁目バス停 南へ約200m。